# Lionel de Nicéville
Charles Lionel Augustus de Nicéville, né en 1852 à Bristol et mort du paludisme le 3 décembre 1901 à Calcutta (Inde), est conservateur au Musée national indien de Calcutta (aujourd'hui Kolkata). Il étudie les papillons de l'Asie du Sud et écrit une monographie en trois volumes sur les papillons de l'Inde, du Pakistan, de la Birmanie et du Sri Lanka.

## Biographie
Quittant l'Angleterre pour l'Inde en 1870, de Nicéville devient agent d'un bureau gouvernemental, et depuis au moins 1881 il consacre tout son temps libre à l'entomologie. Il travaille avec la plupart des entomologistes de l'Inde de l'époque (le 'Raj britannique'), et essentiellement avec Henry John Elwes, Taylor, Wood-Mason, Martin et Marshall. Il fait alors plusieurs voyages au Sikkim et ses environs et écrit une série d'articles dans le Journal of Royal Asiatic Society of Bengal (1881, 1882, 1883 and 1885) et, en 1890, les résultats sont résumés dans la Gazetteer of Sikhim (1890) dans laquelle G. A Gammie et de Nicéville décrivent 631 espèces de papillons trouvés au Sikkim. Sont également décrits des papillons trouvés au Darjeeling, à Buxa et au Bhoutan, des zones contigües à l'État de Sikkim.

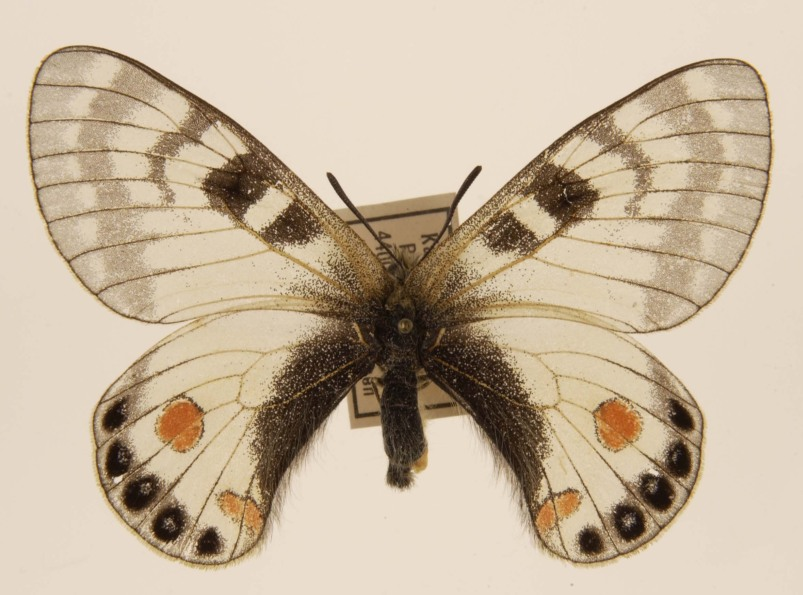
Parnassius stoliczkanus ssp. nicevilli

Il est membre-correspondant de la Zoological Society of London et membre de la Royal Entomological Society.

## Travaux
Liste partielle
- 1883 avec G.F.L.Marshall. Butterflies of India, Burmah and Ceylon. Vol. I, Repr.1979, New Delhi, 327 pp.
- 1886. The Butterflies of India, Burmah and Ceylon. Vol.2. Repr. 1979, New Delhi, 332 pp.
- 1890. The butterflies of India, Burmah and Ceylon. Vol. 3. Repr. 1979, New Delhi, 503 pp.
- 1894 On new and little-known butterflies from the Indo-Malayan region J. Asiat. Soc. Bengal (II) 63 (1): 1-59, pls. 1-5
- 1898 On new and little-known butterflies from the Indo-Malayan, Austro-Malayan and Australian Regions J. Bombay nat. Hist. Soc. 12 (1): 131-161, 4 pls.
- 1900 On new and little-known Lepidoptera from the Oriental region. - The Journal of the Bombay Natural History Society 13, 157-176, 3 pl. (174).

## Collection
Une partie de la collection de papillons de de Nicéville a été confiée à l’Asiatic Society de Calcutta en 1880. D'autres parties furent données, en 1902, à l’Indian Museum de Calcutta et au Peter Redpath Museum de Montréal.